# Just Brothers
Just Brothers fue un dúo musical estadounidense de los hermanos Jimmy y Frank Bryant de música Soul. Su canción "Sliced Tomatoes" era un hit bailable en 1972, y posteriormente en 1999, se tomaron muestras (sampler) de Fatboy Slim "The Rockafeller Skank".
Frank Bryant se convirtió en un músico de sesión a mediados de 1960 en su ciudad natal de Detroit, mientras que Jimmy estaba terminando el servicio militar. Sus primeros créditos incluyen la línea de bajo de Gino Washington "Gino Is a Coward" y la voz de JJ Barnes "Lonely No More" en los expedientes de Mickay. Frank también co-escribió JJ "Deeper in Love", y Steve Mancha "Let's Party."
Tras el regreso de Jimmy, los hermanos Bryant fueron reclutados por un grupo de sesión de Winifred Terry de los Drifters por el baterista del grupo de Allen, Richard. La sesión tenía la intención de grabar una canción llamada "Honey" y un lado-B. Los temas musicales se terminaron cuando el cantante contrató fue considerada no apta para grabar la canción. Frank aprovechó la oportunidad para destacar su talento vocal y de Jimmy. Convencido por Bryant, Terry estuvo de acuerdo en darle una puñalada en la grabación de las dos canciones. En el siguiente período de sesiones hermanos Bryant cantó en "Honey" y sus canciones "Things Will Get Better" y "She Broke His Heart."
La pista grabada para ser la cara B se titula "Sliced Tomatoes", y puesto en libertad en 1965 respaldado por "Things Will Get Better" en el sello discográfico Lupine. Más tarde ese año una pareja de "She Broke His Heart" and "Things Will Get Better" fue lanzado en la etiqueta de Terry's Empire Record Label. "Carlena" fue lanzado en la etiqueta de la guarnición de Terry. Ninguno de los temas fueron exitosos y los hermanos Bryant volvió a sesión de trabajo.
En 1969, con el nuevo miembro de Willie Kendrick, los Hermanos acaba de negociar un acuerdo en la etiqueta Johnny Nash's Jomada label. Ellos grabaron un tema inédito antes de ser despedido por la etiqueta. Terry ayudó al grupo de nuevo la organización de la reedición de "Sliced Tomatoes" en la etiqueta de Music Merchant label en 1972. 
Los Hermanos acaba de grabar dos nuevas canciones, "Tears Ago" y "You've Got The Love To Make Me Over", para la etiqueta de Pied Piper. Estos terminaron "Sliced Tomatoes" en sus versiones individuales respaldadas. "Sliced Tomatoes" se convirtió en un elemento básico en la Northern soul.
Los hermanos Bryant después de frente a un grupo local llamado el Firebirds. Jimmy Bryant murió en 1996.